# Adenopterus dumbeus
Adenopterus dumbeus är en insektsart som beskrevs av Otte, D. 1987. Adenopterus dumbeus ingår i släktet Adenopterus och familjen syrsor. Inga underarter finns listade i Catalogue of Life.